# مس(I) سولفید
مس (۱) سولفید(به انگلیسی: Copper(I) sulfide) یک ترکیب معدنی متشکل از مس و گوگرد با فرمول Cu2S است.